# Jane Trepp
Jane Trepp (ur. 13 marca 1988) – estońska pływaczka specjalizująca się w stylu klasycznym, wicemistrzyni Europy (basen 25 m).
Jej największym dotychczasowym sukcesem jest srebrny medal mistrzostw Europy na krótkim basenie w Stambule w 2009 roku na dystansie 50 m żabką.